# Treuhand
Treuhand [ˈtʁɔɪ̯hant] de nom complet Treuhandanstalt [ˈtʁɔɪ̯hantˈanˌʃtalt] (littéralement en français : « Agence fiduciaire ») était l'institution de droit public (de) ouest-allemand chargé de la privatisation des biens de l'ex-République démocratique allemande (RDA) après la réunification du pays. 

## Histoire
Créée le 1er mars 1990, elle visait initialement à redistribuer les parts des entreprises d'État à la population. Cependant, le triomphe de la CDU aux élections régionales de la mi-mars, porté par la promesse du chancelier Helmut Kohl d'étendre à l’Est le Deutschmark de l'Ouest à un taux de change de un pour un avec l'Ostmark, conduit à l’adoption par la Volkskammer, le parlement est-allemand, de la loi du 17 juin 1990 qui fait de la Treuhand l’outil de la privatisation de l’économie de l’ex-RDA.

### Direction
La direction de l'organisme est confiée à des membres du haut-patronat ouest-allemand. Son premier président est l'ex-directeur général d'IBM, Reiner Maria Gohlke, qui cède sa place en aout 1990 au président du groupe métallurgique Hoesch, Detlev Karsten Rohwedder. 
La présidence du conseil de surveillance revient à Jens Odewald, président de la chaîne de grands magasins ouest-allemands Kaufhof et proche du chancelier Kohl. Un cabinet comprenant des cadres de sociétés de conseil comme KPMG, McKinsey, Roland Berger est constitué durant l'été 1990 pour sélectionner les entreprises destinées au redressement, à la privatisation immédiate ou à la liquidation.

### Résultats
En quelques années, quelque 13 000 entreprises sont vendues, pour la grande majorité à des investisseurs et entreprises ouest-allemandes, tandis que des millions de salariés perdent leur emploi. 
Deux ans après la réunification, la production industrielle dans l'ex-RDA chute de 73 % par rapport à 1989. Cette politique provoque des pertes d'actifs importantes, évaluées par le président de la Treuhand à 256 milliards de marks, près de la moitié de l'actif initial de 600 milliards.
La liquidation d'entreprises largement bénéficiaires (la compagnie aérienne Interflug, les raffineries Leuna, les usines de fabrication d’appareils photographiques Pentacon, les mines de potasses, l'entreprise de recyclage Sero, etc) a suscité l'idée que la Treuhand visait, notamment, à éliminer du marché toute concurrence susceptible de faire baisser les marges des groupes ouest-allemands. Soupçon alimenté par la captation de 85% des actifs par des investisseurs ouest-allemands, tandis que 6% du capital était acquis par des Est-allemands.
Les banques ouest-allemandes réalisèrent des profits considérables, les hauts fonctionnaires de la RFA ayant décidé de convertir les subventions versées par les banques de la RDA en véritables dettes que les entreprises devaient rembourser. La Berliner Bank racheta pour 49 millions de marks la Berliner Stadtbank qui avait à son actif 11,5 milliards de créances, soit plus de 200 fois le prix d’achat. D'une manière générale, « quatre grandes banques de l’Ouest, qui avaient acheté les banques de RDA pour 824,3 millions de marks, se retrouvèrent à la tête de 40,5 milliards de marks de créances  ». Les intérêts, passés en un an de moins de 1 % à plus de 10 %, ont représenté à eux seuls plusieurs fois le prix d’acquisition.
Exemples d'entreprises publiques cédées ou liquidées :
- Mitteldeutsche Kali, cédée à son concurrent ouest-allemand K+S ;
- Interflug, compagnie aérienne est-allemande, liquidée en 1991 faute d'investisseur ;
- VEB Minol, devenue Minol Mineralölhandel AG, puis vendue à la multinationale française Elf (aujourd'hui TotalEnergies) en 1993. Elle est impliquée dans l'affaire Leuna, une affaire politico-financière franco-allemande ;
- VEB Kombinat Schienenfahrzeugbau der DDR, devenue Deutsche Waggonbau AG en 1990. Elle est vendue à la multinationale canadienne Bombardier Transport (racheté par le Français Alstom en 2021).

### Contestations et critiques
Les suppressions de centaines de milliers d'emplois entrainent des protestations. En mars 1991, les 20 000 ouvrières du textile de Chemnitz menacées de licenciement, les 25 000 employés de la chimie qui occupent leurs usines en Saxe-Anhalt, les 60 000 personnes qui manifestent à l'appel du syndicat IG Metall entendent faire stopper le processus de privatisation. Son responsable, Detlev Karsten Rohwedder, aurait été assassiné (affaire non résolue presque trente ans après) par l'organisation d'extrême gauche Fraction armée rouge en 1991. Il est remplacé par sa vice-présidente Birgit Breuel jusqu'en 1994, date de la dissolution de l'agence.
D'après Thomas Kliche, psychologue politique à l'université Magdebourg-Stendal, la Treuhand fut la « plaque tournante de la destruction économique et sociale de la RDA » et a conduit « beaucoup de gens dans l'anomie ». Cependant, pour Hans Vorländer, politologue à l'université technique de Dresde, il convient de replacer cela dans son contexte : « La Treuhand, c'est une idée de l'Est ! Elle est mise en place en avril 1990, avant la réunification votée par le dernier Parlement de la RDA. Un choix validé par les habitants qui voulaient le plus vite possible basculer vers le système de l'Ouest ». Il rappelle également que les entreprises est-allemandes étaient pour beaucoup vétustes et d'une faible productivité, avec des statistiques de production décidées par le régime socialiste, ce qui a accéléré leur fermeture. L'organisme, imaginé dans les milieux dissidents, ne visait initialement pas à privatiser l'économie mais à redistribuer les parts des entreprises publiques aux citoyens. Le syndicat IG Metall avait proposé d'en transmettre la propriété directement aux salariés. Toutefois, en mars 1990, le Parlement est-allemand désormais dominé par les conservateurs adopte dans l'urgence une loi sur la privatisation afin de permettre l'union monétaire avec la RFA.
La brutalité de la privatisation de l’économie de l’ex-RDA par la Treuhand est analysée par certains observateurs comme un facteur explicatif de la montée du parti d'extrême droite AfD dans l’ex-RDA dans les années 2010.

## Corruption
Les scandales sont si nombreux que le terme « criminalité de l'unification » apparaît : détournement de subventions dans le cadre de la vente de la raffinerie de Leuna à Elf-Aquitaine en 1991, cadres corrompus découverts en 1993 à l'agence de Halle, détournement de centaines de millions de marks accordés à l'entreprise ouest-allemande Bremer Vulkan pour redresser des chantiers navals.
Deux commissions d’enquêtes parlementaires travaillent en 1993-1994 puis en 1998 sur le fonctionnement de la Treuhand. Les malversations sont estimées entre 3 et 6 milliards de marks par la commission de 1998. Les deux commissions d’enquête n’ont pas eu accès à l’ensemble des documents et contrats passés par la Treuhand (classés confidentiels) en raison de l'obstruction du ministère des Finances, ce qu'ont dénoncé les députés sociaux-démocrates en août 1994 : « Le gouvernement et la Treuhandanstalt ont abrogé le droit de contrôle parlementaire comme aucun gouvernement démocratique légitime n'avait osé le faire depuis 1945 ».
Certains partis politiques (Die Linke à l'extrême gauche et AfD à l'extrême droite) réclament[Quand ?] la création d'une nouvelle commission d'enquête, avec un accès a l'ensemble des archives. Cependant, les partis majoritaires au Bundestag s'y sont opposés. 
En outre, les émoluments versés aux cadres (44 000 marks de prime par privatisation, 88 000 en cas de dépassement d'objectif) ont été critiqués, ainsi que le coût considérable des consultants : les collaborateurs externes de la Treuhand ont perçu 1,3 milliard de marks en quatre ans, dont 460 millions en conseils pour la seule année 1992.